# Nyctophilus bifax
Nyctophilus bifax é uma espécie de morcego da família Vespertilionidae. Pode ser encontrada na Austrália, Papua-Nova Guiné e Indonésia.